# Chimère monstrueuse
Chimaera monstrosa
Pour les articles homonymes, voir Chimère.
Espèce
Statut de conservation UICN

 VU  : Vulnérable
La chimère commune, rat de mer ou chimère monstrueuse (Chimaera monstrosa) est une espèce de poissons cartilagineux vivant dans les abysses, appartenant à la famille des Chimaeridae. C'est la plus commune et la mieux connue des chimères. Elle présente un museau arrondi et large, de grands yeux, ainsi qu'une livrée argentée avec des taches et des rayures brunes ou rougeâtres. Elle vit notamment dans le nord de l'océan Atlantique, entre le Groenland et les îles Canaries, entre 300 et 700 m de profondeur.
Bien qu'elle ne fasse pas l'objet d'une pêche commerciale, l'Union internationale pour la conservation de la nature (UICN) la considère comme espèce vulnérable. Ce sont les prises accidentelles et son faible taux de reproduction qui mettent ses populations en danger.

## Historique
Chimaera monstrosa a été décrite en 1758 par le naturaliste suédois Carl von Linné.

## Description
La chimère commune possède un museau court et arrondi distinctif, semblable à celui d'un lapin, avec de grands yeux à la pupille argentée et un iris doré,. Elle est dépourvue de spiracles ; sa petite bouche est reliée aux narines par deux sillons profonds. Sa mâchoire supérieure est composée de deux plaques dentaires, tandis que l'inférieure n'en comporte qu'une seule. Les plaques sont formées de dents fusionnées, leur croissance est continue et elles ne se renouvellent pas.
De taille moyenne, environ 1 mètre de longueur mais jusqu'à 1,50 m, son corps est mince et allongé. Il se termine par une très longue queue en forme de fouet. Sur le dos et les flancs, elle est argentée avec des taches et des rayures bruns rougeâtres formant un motif plus ou moins régulier, tandis que le ventre est crème.
La chimère commune présente une seule ouverture branchiale externe ; un faux opercule cutané recouvre ses quatre fentes branchiales latérales. La première nageoire dorsale est haute et triangulaire, elle est armée d'une épine rigide sur sa moitié distale dotée d'une glande venimeuse. La seconde nageoire dorsale est basse, longue et droite. La nageoire anale est petite, la nageoire caudale est petite et se termine par un long filament. Hormis les quelques denticules sur les ptérygopodes des mâles, sa peau est nue. Les nageoires anales et dorsales ont une bordure noire.
Il existe un dimorphisme sexuel : les mâles ont un appendice courbé sur le front qui est censé servir à s'accrocher à la femelle pendant l'accouplement et sont plus petits que les femelles.

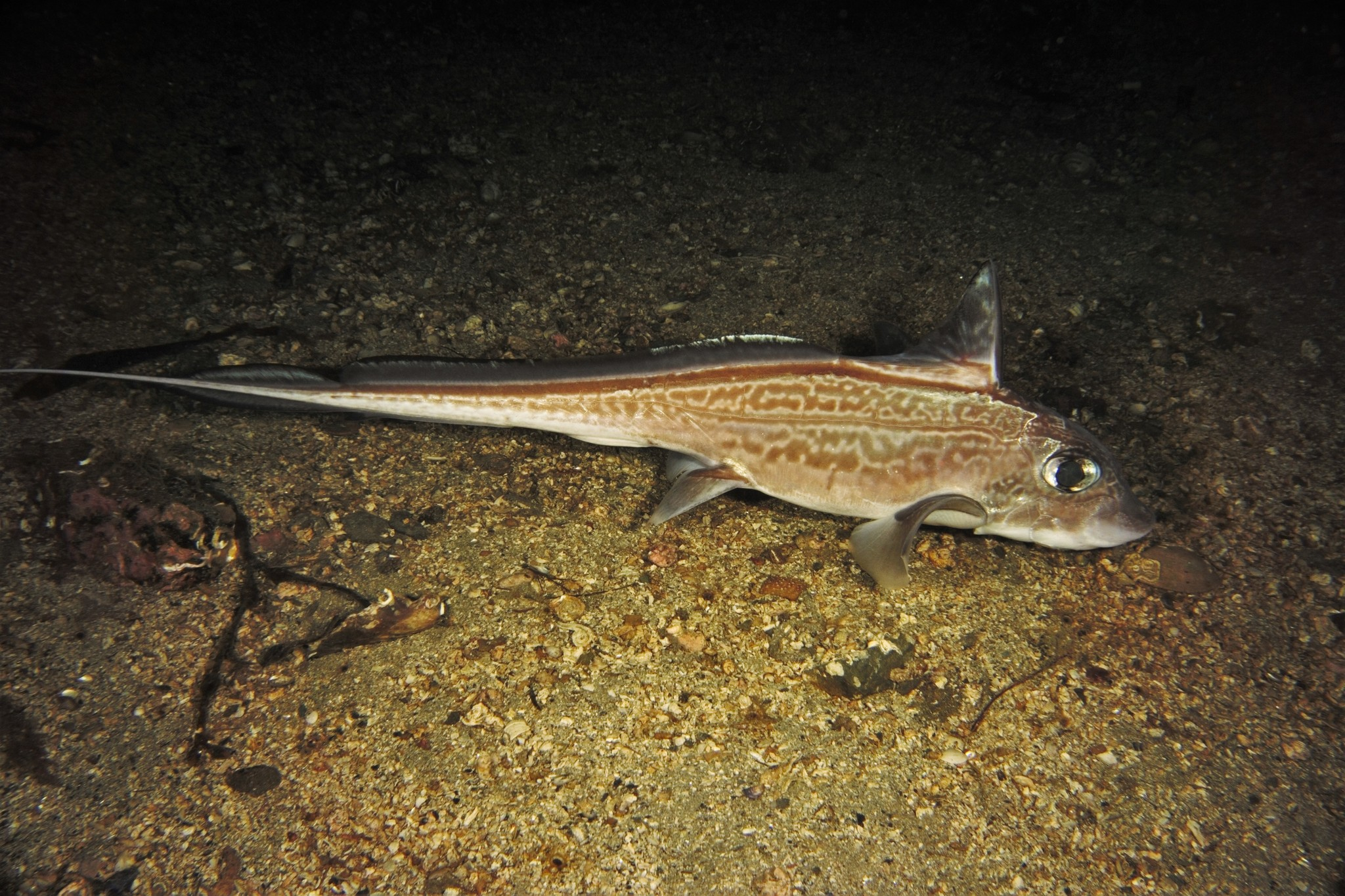
Une chimère commune.
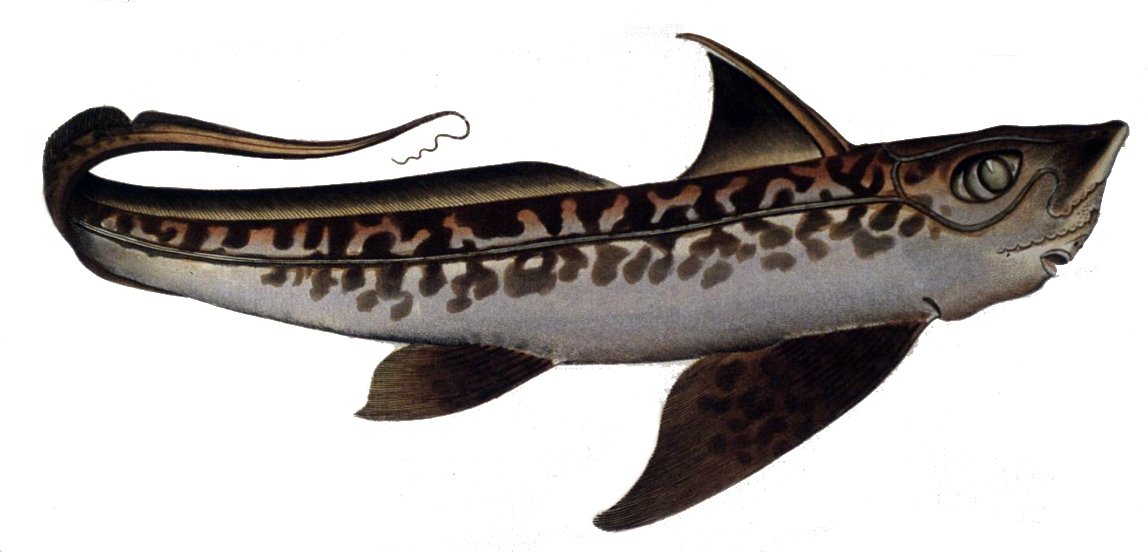
Vidéo d'une chimère commune.
- Lithographie d'une chimère commune.

## Distribution et habitat
La chimère commune vit le long des pentes continentales du nord de l'océan Atlantique, des côtes du Groenland aux îles Canaries en passant par les côtes norvégiennes, le Svalbard, les Açores, et la mer Méditerranée,. Cependant, les spécimens observés dans les Açores pourraient d'une autre espèce très similaire: Chimaera opalescens. Elle est très rare dans la mer Adriatique.
Ses habitats se concentrent sur la zone démersale (bathyale). Elle vit dans les fonds vaseux ou meubles aux températures froides entre 4,7°C à 8°C. Elle est courante entre 300 et 700 m de profondeur mais peut atteindre jusqu'à 1 500 m.

## Alimentation
La chimère commune se nourrit d'invertébrés et de petits poissons. Dans l'océan Atlantique elle se nourrit principalement de harengs.

## Reproduction
C'est une espèce ovipare qui pond principalement au printemps et en été. La fécondation est interne et de gros œufs sont pondus (jusqu'à 16 cm), avec une coquille cornée. L'incubation des œufs dure de neuf à douze mois. La maturité sexuelle est atteinte vers treize ans pour les mâles et onze ans pour les femelles alors que l'âge maximum reporté est respectivement de trente et vingt-six ans.

## La chimère commune et l'Homme

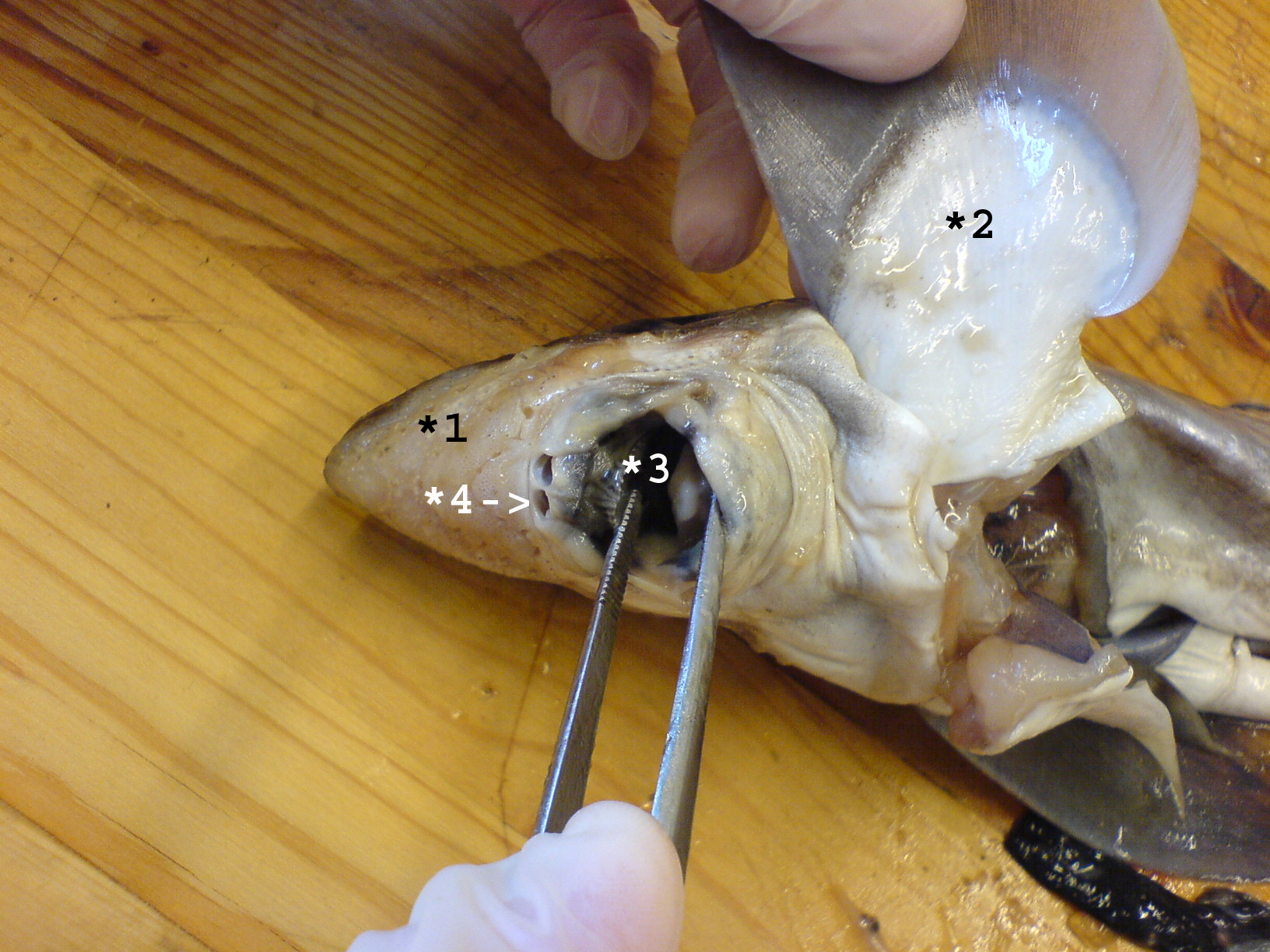
Détail du museau

### Pêche et conservation
Ce poisson n'a pas de valeur commerciale. Cependant, sa capture accidentelle par les filets des chaluts de pêche, en particulier pour la capture des crevettes et le thon, est récurrente. En raison de sa maturité tardive et son faible taux de reproduction, les captures accidentelles peuvent gravement endommager les populations.
L'Union internationale pour la conservation de la nature (UICN) la considère comme espèce quasi menacée. A l'échelle de la France métropolitaine, la catégorie de menace et la tendance actuelle de sa population ne peuvent pas encore être évaluées, compte tenu de l'insuffisance des données disponibles.
Ces espèces sont encore assez mal connues. Ainsi en étudiant la reproduction de Chimaera monstrosa (espèce de chimère la plus communément pêchée) à partir de spécimens débarqués sur le port de Concarneau, les biologistes de la station marine de Concarneau se sont aperçus que sous ce nom était aussi pêchée et vendue une autre espèce proche, non décrite par la science.

### Danger pour l'homme
La piqûre de l'épine de la première nageoire dorsale provoque une douleur intense et une plaie profonde. Le traitement est symptomatique. Mais la chimère commune vivant en profondeur, les piqures touchent surtout les pêcheurs lorsqu'ils essayent de les extirper de leur filet.

### Publication originale
- (la) Carl von Linné et Lars Salvius, Systema Naturæ : Per Regna Tria Naturæ, Secundum Classes, Ordines, Genera, Species, Cum Characteribus, Differentiis, Synonymis, Locis, Stockholm, Impensis direct. Laurentii Salvii, 1785, 10e éd. (OCLC 220618172, DOI 10.5962/BHL.TITLE.542). (p. 236)